# كارنيشن (علامة تجارية)
كارنيشن (Carnation) هي علامة تجارية للمنتجات الغذائية. كانت العلامة التجارية معروفة بشكل خاص بمنتج الحليب المبخر الذي تم اطلاقه عام 1899، ثم أطلق عليه اسم كريم كارنيشن المعقم (Carnation Sterilized Cream) ثم أطلق عليه اسم حليب كارنيشن المبخر (Carnation Evaporated Milk). تم استخدام العلامة التجارية منذ ذلك الحين للمنتجات الأخرى ذات الصلة بما في ذلك خلطات نكهة الحليب، والمشروبات المنكهة، وشراب النكهة، وخلطات الكاكاو الساخنة، ووجبات الإفطار الفورية، ورقائق الذرة، ومستجدات الآيس كريم، وأطعمة الكلاب. استحوذت نستله على شركة كارنيشن عام 1985.

## التاريخ

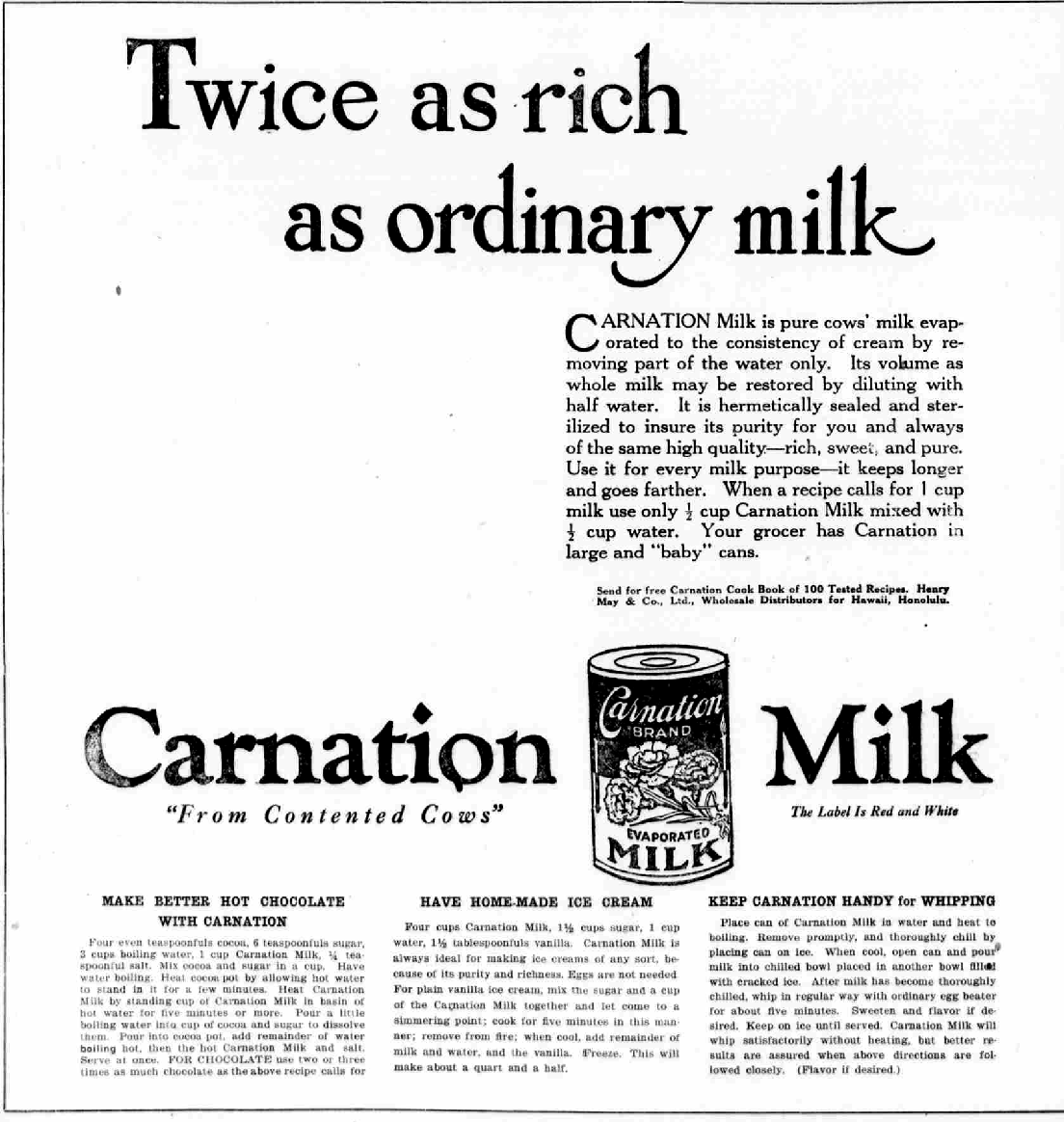
إعلان في صحيفة عن حليب كارنيشن المبخر 1921

تأسست شركة كارنيشن كشركة حليب مبخر، لكن الطلب انخفض مع زيادة توافر التبريد المنزلي طوال القرن العشرين. قامت كارنيشن بتنويع مجموعة منتجاتها بعد الخمسينيات من القرن الماضي، واستحوذت عليها شركة نستله عام 1984 مقابل 3 مليارات دولار.

## روابط خارجية
- Official web site
- Condensed milk history from CooksInfo.com, the food encyclopedia.

قالب:Hot cocoa